# Volksrepubliek Odessa

Voorgestelde vlag van de Volksrepubliek Odessa (2014)

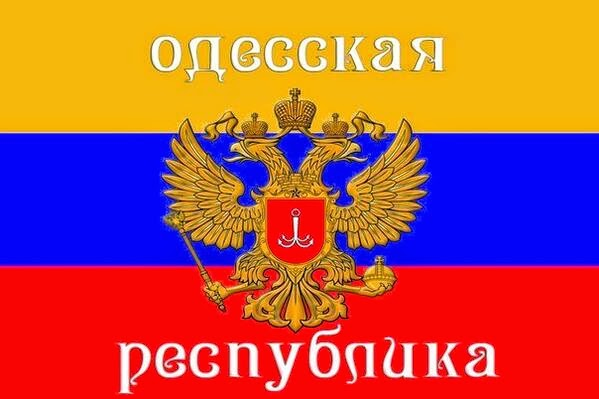
Variant van voorgestelde vlag

De volksrepubliek Odessa (Russisch: Одесская наро́дная респу́блика, Odesskaja naródnaja respoeblika) werd op 16 april 2014 door een internetgroep uitgeroepen. pro-Russische demonstranten in Odessa hadden liever Odessa als een autonome regio binnen Oekraïne, als alternatief voor aansluiting bij Rusland. De zogenaamde volksrepubliek was nooit de facto onafhankelijk geweest.
Een soortgelijke poging vond plaats in Charkov toen de volksrepubliek Charkov werd uitgeroepen.